# Mariateresa Vivaldini
 (juillet 2024).
Mariateresa Vivaldini est une femme politique italienne maire de la commune de Pavone del Mella, élue députée européenne en 2024.

## Biographie
Mariateresa Vivaldini a commencé sa carrière politique en 2004 comme conseillère et adjointe au maire de la commune de Pavone del Mella, avant d'être élue maire de la même commune en 2014 et reconfirmée en 2019. Elle a occupé divers postes dans la province de Brescia, dont celui de conseillère pour les travaux publics de 2010 à 2015, devenant ainsi la première femme à occuper ce poste dans la province.
Candidate lors des élections européennes de 2024 en Italie, Mariateresa Vivaldini est élue députée européenne sur la liste du partie Frères d'Italie menée par Giorgia Meloni.